# The Human League
The Human League ist eine britische New-Wave-Band, die vor allem durch ihren Hit Don’t You Want Me im Winter 1981/1982 bekannt wurde. Sie zählt zu den Wegbereitern der elektronischen Popmusik.

## Bandgeschichte

### Die Anfangsjahre (1977–1980)
Nach einigen frühen musikalischen Versuchen in der experimentellen Sheffielder Musikszene gründeten Martyn Ware und Ian Craig Marsh im Juni 1977 die Band The Future. Anfangs war auch Adi Newton Mitglied, der aber kurz darauf wieder ausstieg, um die Band Clock DVA zu gründen. Als Sänger kam nun Phil Oakey hinzu, ein früherer Klassenkamerad von Martyn Ware, und die Band nannte sich ab Oktober 1977 nach einem Begriff aus dem Brettspiel StarForce „The Human League“. Zur Unterstützung ihrer Live-Show mit visuellen Effekten wurde der Kunststudent Philip Adrian Wright als viertes Bandmitglied aufgenommen.
Nach zwei von Virgin Records veröffentlichten Alben (Reproduction und Travelogue) und einigen Achtungserfolgen (insbesondere dem im Juni 1978 veröffentlichten Clubhit Being Boiled) sowie Tourneen im Vorprogramm anderer Bands wie The Rezillos (August 1978 in London), Siouxsie and the Banshees (Tour 1978) und Iggy Pop (European Tour 1979) kam es zum Streit und Martyn Ware und Ian Craig Marsh verließen im November 1980 die Band, um kurz darauf Heaven 17 zu gründen.

### Die großen Erfolge (1981–1986)
In dem Nachtclub Crazy Daisy Disco in Sheffield entdeckten Philip Oakey und Adrian Wright die damals 17-jährige Susanne Sulley (jetzt bekannt als Susan Ann Sulley) und die 18-jährige Joanne Catherall. Sie sollten zunächst nur als Backgroundsängerinnen und Tänzerinnen für eine Tournee aushelfen, wurden jedoch nach Veröffentlichung der Single Boys & Girls (2/1981) zu festen Mitgliedern. Vervollständigt wurde die Formation durch den Bassisten Ian Burden und den Gitarristen Jo Callis (bis Mai 1984).
In dieser Besetzung wurden The Human League zu einer der tragenden Bands der New-Romantic-Szene. Die nächsten Singles Love Action (7/1981) und Open Your Heart (10/1981) wurden bereits Top-10-Hits, das Album Dare! (10/1981) zu einem Meilenstein dieser Musikrichtung. Insbesondere die Single Don’t You Want Me (12/1981) wurde ein Welthit, ebenso britischer Weihnachts-Nummer-eins-Hit.
Es folgten weitere Hit-Singles wie (Keep Feeling) Fascination (4/1983) oder das gitarrenbetonte The Lebanon. Die Band konnte aber bereits mit ihrem 1984er Album Hysteria nicht mehr an die früheren Erfolge anknüpfen. Dies lag vor allem an dem ruhigeren Sound dieses Albums, während der allgemeine Trend in der elektronischen Popmusik 1984 mehr in Richtung metallischer und gesampelter Klänge ging (siehe Depeche Mode – People Are People, Duran Duran – Wild Boys, Bronski Beat – Why?).
The Human League können als Vorreiter der heutigen, in der elektronischen Musik bei erfolgreichen Künstlern fast schon obligatorischen, Remixalben bezeichnet werden. 1982 erschien mit Love and Dancing eines der ersten Remixalben der Popgeschichte. Das Album beinhaltete von Martin Rushent, dem damaligen Produzenten der Band, zusammengemischte Instrumentalversionen erfolgreicher Human-League-Songs. Es erschien dabei nicht unter der Bandbezeichnung The Human League, sondern wohl als Anspielung auf Barry Whites Begleitband The Love Unlimited Orchestra unter der Bezeichnung The League Unlimited Orchestra.
Mit der Single Human hatte die Band im Sommer 1986 einen letzten größeren Hit, den die mittlerweile erfolgreichen US-Produzenten aus Minneapolis, Jimmy Jam und Terry Lewis, produzierten. Die Human League ist die erste „weiße“ Band, mit der die US-Produzenten Jimmy Jam und Terry Lewis gearbeitet haben.

### The Human League als Trio

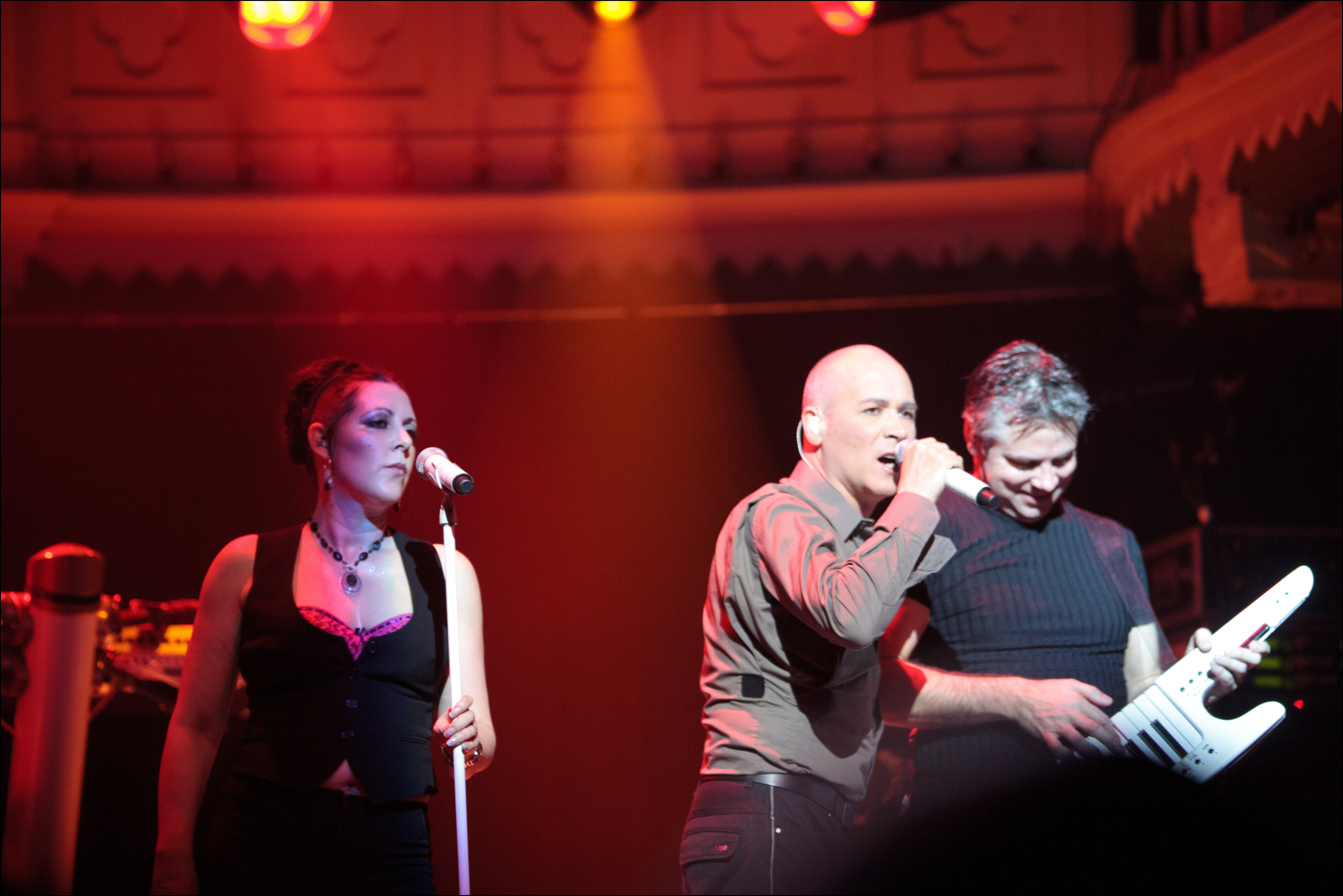
The Human League im Paradiso, Amsterdam, Holland (2011)

Nach diversen Umbesetzungen und den weitgehend unbeachteten Alben Crash und Romantic? schrumpfte die Band schließlich auf das Trio Oakey/Sulley/Catherall zusammen. In dieser Formation wurden das Album Octopus (10/1994) und zuletzt Secrets (8/2001) bei EastWest Records veröffentlicht. Mit dem Octopus-Album konnte die Gruppe zumindest in Großbritannien ein Comeback feiern. Sowohl das Album als auch die Single Tell Me When schafften es unter die Top 10 (jeweils Platz 6) der UK-Charts. In anderen Ländern (wie z. B. Deutschland) blieb jedoch der Erfolg aus.
Das Album Secrets aus dem Jahr 2001 erschien bei Papillon Records (Tochter von Chrysalis Records) mit der Hit-Single All I Ever Wanted. Obwohl von Kritikerseite vielfach gelobt, konnte es jedoch an diesen Erfolg nicht anknüpfen. Das Album landete beispielsweise in den UK-Charts nur auf Platz 42. Gründe für das Scheitern von Secrets waren vor allem fehlende Promotion aufgrund des Zusammenbruchs der veröffentlichenden Plattenfirma Anfang 2002.
In den letzten Jahren sind The Human League als Live-Band wieder sehr aktiv und es kam zu Adaptionen ihrer alten Hits, z. B. durch George Michael, der seinen Song Shoot the Dog auf einem Human-League-Sample aufbaute. Auf der Londoner Q-Awards-Verleihung erhielten The Human League 2004 den „Q Innovation In Sound Award“ für ihre Verdienste um elektronische Musik. Die Konzerte ihrer Europa-Tournee 2007 eröffnete die Band erstmals mit den kompletten Songs des 1981er Jahre-Klassikers Dare, bevor weitere Hits und Favoriten folgten. Im deutschsprachigen Raum war nur ein Termin angesetzt: Am 17. Dezember spielte das Trio in der Kölner Live Music Hall. Being Boiled wurde in die Wire-Liste The Wire’s „100 Records That Set the World on Fire (While No One Was Listening)“ aufgenommen.

### Comeback
2010 unterzeichnete die Band beim Label Wall of Sound und kündigte zugleich ein neues Album an, das im März 2011 unter dem Titel Credo veröffentlicht wurde.

## Diskografie
Studioalben

| Jahr | Titel        | Höchstplatzierung, Gesamtwochen, AuszeichnungChartplatzierungen (Jahr, Titel, Platzierungen, Wochen, Auszeichnungen, Anmerkungen) | Höchstplatzierung, Gesamtwochen, AuszeichnungChartplatzierungen (Jahr, Titel, Platzierungen, Wochen, Auszeichnungen, Anmerkungen) | Höchstplatzierung, Gesamtwochen, AuszeichnungChartplatzierungen (Jahr, Titel, Platzierungen, Wochen, Auszeichnungen, Anmerkungen) | Höchstplatzierung, Gesamtwochen, AuszeichnungChartplatzierungen (Jahr, Titel, Platzierungen, Wochen, Auszeichnungen, Anmerkungen) | Höchstplatzierung, Gesamtwochen, AuszeichnungChartplatzierungen (Jahr, Titel, Platzierungen, Wochen, Auszeichnungen, Anmerkungen) | Anmerkungen                                                  |
| Jahr | Titel        | DE | AT | CH | UK | US | Anmerkungen                                                  |
| ---- | ------------ | --- | --- | --- | --- | --- | ------------------------------------------------------------ |
| 1979 | Reproduction | — | — | — | UK34 Gold · (23 Wo.)UK | — | Erstveröffentlichung: Oktober 1979 Verkäufe: + 100.000       |
| 1980 | Travelogue   | — | — | — | UK16 Gold · (42 Wo.)UK | — | Erstveröffentlichung: Mai 1980 Verkäufe: + 100.000           |
| 1981 | Dare!        | DE19 (17 Wo.)DE | — | — | UK1 ×3Dreifachplatin · (74 Wo.)UK                                                                                                 | US3 Gold · (38 Wo.)US | Erstveröffentlichung: 20. Oktober 1981 Verkäufe: + 1.620.000 |
| 1984 | Hysteria     | DE44 (8 Wo.)DE | — | — | UK3 Gold · (18 Wo.)UK | US62 (13 Wo.)US | Erstveröffentlichung: 7. Mai 1984 Verkäufe: + 100.000        |
| 1986 | Crash        | DE14 (11 Wo.)DE | — | — | UK7 Gold · (6 Wo.)UK | US24 (25 Wo.)US | Erstveröffentlichung: 8. September 1986 Verkäufe: + 150.000  |
| 1990 | Romantic?    | — | — | — | UK24 (2 Wo.)UK | — | Erstveröffentlichung: 17. September 1990                     |
| 1995 | Octopus      | DE76 (6 Wo.)DE | — | — | UK6 Gold · (14 Wo.)UK | — | Erstveröffentlichung: 27. Januar 1995 Verkäufe: + 100.000    |
| 2001 | Secrets      | DE64 (1 Wo.)DE | — | — | UK44 (2 Wo.)UK | — | Erstveröffentlichung: 6. August 2001                         |
| 2011 | Credo        | DE57 (1 Wo.)DE | — | — | UK44 (1 Wo.)UK | — | Erstveröffentlichung: 21. März 2011 Verkäufe: + 20.000       |

grau schraffiert: keine Chartdaten aus diesem Jahr verfügbar

## Auszeichnungen
- ASCAP Award
  - 2008: für „20 Million US Radioplays“ (Don’t You Want Me)
- Brit Award
  - 1982: in der Kategorie „Best British Breakthrough Act“
- Q Award
  - 2004: in der Kategorie „Innovation in sound“